# Hatikva
Naslov himne Ha-tikva, u prijevodu znači "nada". Tekst je napisao Naftali Herz Imber (1856. – 1909.), koji se u Zemlju Izraela (tada podijeljenu u nekoliko sandžaka i vilajeta Osmanskog Carstva) 1882. godine preselio iz Galicije. Glazbu je preradio Samuel Cohen, imigrant iz Moldavije, prema Smetaninoj "Vltavi", a koja je djelomično utemeljena na skandinavskoj narodnoj pjesmi. 
Hatikva izražava nadu židovskog naroda da će se jednom vratiti u zemlju svojih predaka, kao što je prorečeno u Bibliji. Židovski je narod napuštao, ili bio proganjan iz Izraela u nekoliko navrata - poglavito iza 70. godine (uništenje Drugog Hrama te, u većem broju tijekom i nakon arapskih osvajanja u 7. stoljeću, ali je uvijek jedan njegov dio ostajao u Zemlji Izraelu - centri su im bili u Jeruzalemu i Hebronu. 
Kroz svo to vrijeme progonstva, Židovi su se, u svojim molitvama, okretali prema Jeruzalemu, slavili blagdane prema hebrejskom kalendaru (koji se poklapa s godišnjim dobima u Izraelu) i završavali svoje blagdane s nadom da će ih iduće godine proslaviti u Jeruzalemu (ha-šana ha'baa birušalajim / dogodine u Jeruzalemu). 
Cion je sinonim za Izrael i Jeruzalem. 

## Tekst
כל עוד בלבב פנימה
נפש יהודי הומיה
ולפאתי מזרח קדימה
עין לציון צופיה

עוד לא אבדה תקותנו
התקוה בת שנות אלפים
להיות עם חופשי בארצנו
ארץ ציון וירושלים
Transliteracija (standard engleskog jezika)
Kol 'od balevav P'nimah 
Nefesh Yehudi homiyah
Ulfa'atey mizrach kadimah
Ayin l'tzion tzofiyah.

'Od lo avdah tikvatenu
Hatikvah bat shnot alpayim:
Li'hyot am chofshi b'artzenu -
Eretz Tzion Virushalayim.
Slobodni prijevod
Dok u našim grudima
Židovska duša još uvijek žudi,
Okrenuta k istoku,
Oko još uvijek gleda prema Cionu.

Naša nada još nije izgubljena,
Dvije tisuće godina stara nada,
Biti slobodan narod u našoj Domovini,
U zemlji Ciona i Jeruzalemu.

## Vanjske poveznice
- “Hatikvah  Arhivirana inačica izvorne stranice od 11. svibnja 2008. (Wayback Machine) Vodič Hebrejske agencije za Izrael
- Izraelska virtualna knjižnica